# Praia de Naufragados

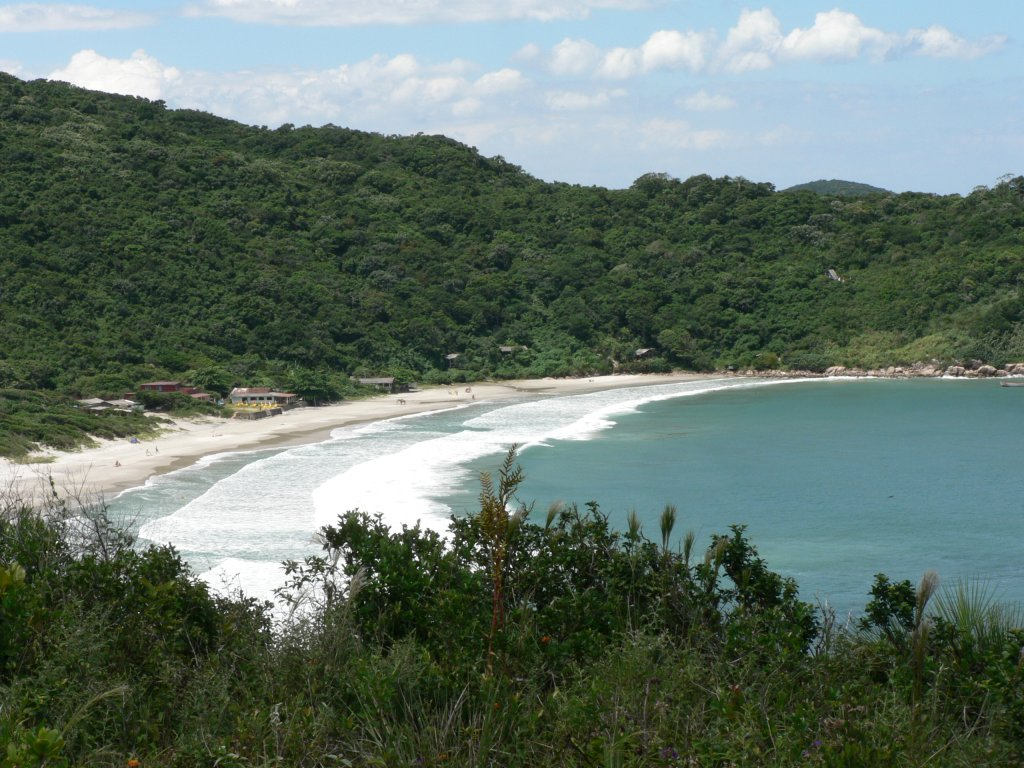
Praia de Naufragados

Praia de Naufragados (naufragados betekent schipbreukelingen) is een strand op het zuidelijkste puntje van het eiland Santa Catarina. Het is gelegen in de gemeente Florianópolis in het zuiden van Brazilië. Het ligt op een afstand van 43 kilometer van het stadscentrum.
Het strand is alleen te voet bereikbaar na een korte wandeling van ongeveer 1 kilometer.
Er zijn resten van een fort en drie kanonnen te vinden, die de baai dienden te beschermen tegen Duitse invallen in de Tweede Wereldoorlog. Ook is er een verlaten vuurtoren te vinden, de Farol de Naufragados.